# サガミジョウロウホトトギス
サガミジョウロウホトトギス（相模上臈杜鵑草、学名：Tricyrtis ishiiana （Kitagawa & T. Koyama） Ohwi）はユリ科ホトトギス属の多年草。神奈川県丹沢山地の一部に分布し、沢沿いの岩場から垂れ下がって咲く。
茎の長さは30～60cm、葉は卵状披針形-披針形で長さ7～15cm。花は3cm前後の黄色い釣鐘型で、8月下旬～9月中旬に咲く。花の内面には赤紫色の斑点が多数ある。

## Status
絶滅危惧IB類 (EN)（環境省レッドリスト）
2007年8月、レッドリスト。以前の環境省レッドデータブックでは絶滅危惧IA類（CR）
山野草ブームによる乱獲で激減し、「絶滅危惧IB類（EN）」に分類されている。